# Azucena Mora
Azucena Mora, tên màn hình của Livia Lidia Mora Mendoza (sinh ngày 21 tháng 10 năm 1945), là một nữ diễn viên sân khấu và truyền hình người Ecuador, người nổi tiếng với vai diễn Petita Pacheco trong bộ phim truyền hình Tal para cual (Ecuadorian TV series)  được sản xuất bởi Nepavisa. bà đã từng là một công chức cho Bộ Văn hóa Ecuador.

## Tiểu sử
Azucena Mora được sinh ra Livia Lidia Mora Mendoza ở Milagro, Ecuador, nhưng mẹ và người thân của bà đã gọi bà là Azucena. Bà tự lập ở trường, nơi bà hát và biểu diễn, nhưng năm 12 tuổi đã chuyển đến thành phố Guayaquil. Azucena đã học ba năm tại Trường Sân khấu của Nhà văn hóa ở thành phố Guayaquil. Năm 32 tuổi, bà gia nhập nhóm kịch El Juglar.
Từ năm 1990 đến năm 1995, bà đóng vai chính trong sê-ri Tal para cual (Ecuadorian TV series)  với Mimo Cava  và Prisca Bustamante  như Petita Pacheco. Azucena cũng đóng trong tác phẩm Ecuavisia unos vendo Yo ojos Negros, El hombre de la casa, vào năm 2016 đã xuất hiện trên Ecuador telenovela 3 familias, một lần nữa chơi với Mimo Cava và Prisca Bustamente. Azucena, làm việc với Virgilio Valero, sản xuất Contigo pan y cebolla.
Azucena đã kết hôn được 15 năm.

## Trích dẫn
1. 1 2 3  "Azucena para rato, la actriz ecuatoriana recupera su salud". El Universo (bằng tiếng Tây Ban Nha). ngày 15 tháng 11 năm 2007. Truy cập ngày 12 tháng 7 năm 2016.
2. 1 2  "Azucena Mora: 'Con mis tres nietos vamos a todos lados, somos un puño'". El Universo (bằng tiếng Tây Ban Nha). ngày 1 tháng 9 năm 2015. Truy cập ngày 12 tháng 7 năm 2016.
3. ↑  "Trío actoral vuelve a la escena tras 20 años". El Universo (bằng tiếng Tây Ban Nha). ngày 12 tháng 12 năm 2011. Truy cập ngày 11 tháng 7 năm 2016.